# Palau d'Aiete
El Palau d'Aiete (en basc Aieteko jauregia) és un palau de caràcter residencial, situat al barri del mateix nom de la ciutat guipuscoana de Sant Sebastià al País Basc. El 17 d'octubre de 2011 es va celebrar en el palau la Conferència Internacional de Pau de Sant Sebastià.
El Govern Basc qualifica de Patrimoni Cultural amb la categoria de Conjunt Monumental el conjunt format pel palau d'Aiete i els seus jardins.

## Arquitectura
D'inspiració neoclàssica, va ser construït pels ducs de Bailén en 1878 i va ser projectat per l'arquitecte francès Adolphe Ombrecht.
L'ajuntament de Sant Sebastià ha rehabilitat l'interior del Palau i avui dia alberga la Casa de la Pau i els Drets Humans i també ha modificat els jardins de la zona nord per edificar la Casa de Cultura, semienterrada.

## Els jardins
Amb una extensió de 74.000 m², van ser dissenyats pel jardiner real Pierre Ducasse. Nascut a Baiona, educat en La Rèula i format a Versalles com a arquitecte de jardins.
| «                                                               | ...L'estil del jardí que Ducasse planteja a Aiete és una tornada a la naturalesa, un gust per l'estil pintoresc amb elements de caràcter rústic, és a dir, per un jardí paisatgista. Així, ofereix un traçat irregular i adaptat al terreny amb senderes en corba, estanys sinuosos, colomars, coves, ponts, etc. Aprofita l'arbrat existent i afegeix nous exemplars i plantes exòtiques. La massa vegetal crea espais en fugida i perspectives que accentuen les sorpreses, i alhora trenca aquest bosc creant una gran prada lliure que s'obre cap a la visió del mar, que serveix de realç i de propaganda del propi palau... | » |
| — San Sebastián en el siglo XIX, los jardines de Pierre Ducasse | |   |

## Història

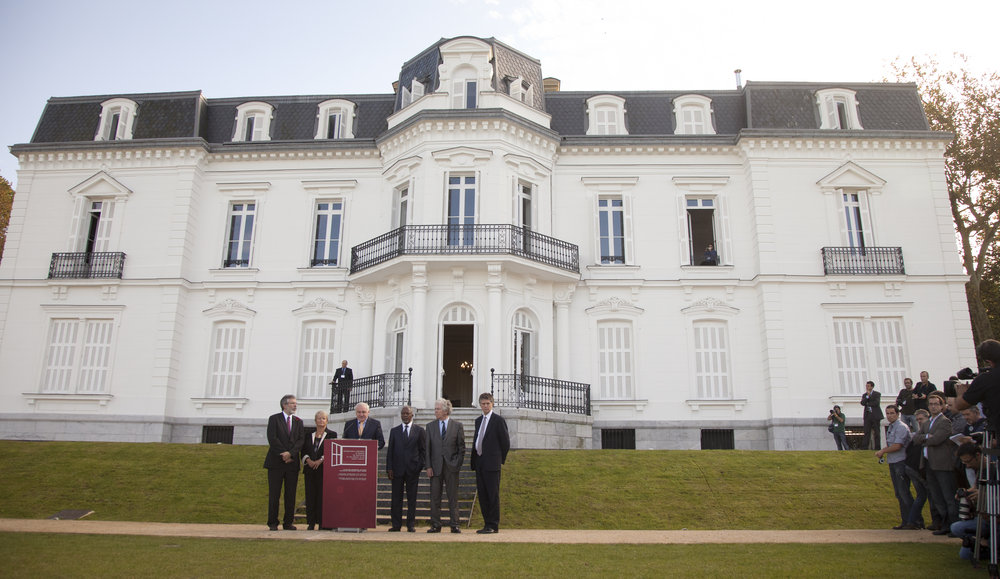
El Palau d'Aiete durant la Conferència Internacional de Pau de Sant Sebastià de 2011

Fins a la construcció del Palau de Miramar en 1893, va ser residència dels reis d'Espanya Isabel II, Alfons XII, Maria Cristina i Alfons XIII. El 27 de març de 1889 es va allotjar la reina Victòria del Regne Unit.
El franquisme mantindrà a Sant Sebastià el paper de ciutat estiuejant. Franco residirà el mes d'agost des de 1940 fins a 1975 en aquest palau, adquirit per l'Ajuntament i ofert al Cap d'Estat. Durant aquest període se celebren en aquest lloc els consells de ministres.
D'aquí va partir el dictador per a la seua cèlebre entrevista a Hendaia amb Adolf Hitler, i en els seus salons va ser on va determinar el viratge cap a la política nord-americana. Els llibertaris de Defensa Interior van posar una bomba contra Franco, però ell no hi era quan va esclatar.
El 17 d'octubre del 2011, es va celebrar en el palau la Conferència Internacional de Pau de Sant Sebastià a la qual van acudir, entre d'altres, persones de la política internacional com Kofi Annan, Bertie Ahern, Gro Harlem Brundtland, Pierre Joxe, Gerry Adams i Jonathan Powell, o els partits polítics del País Basc, PNB, Bildu, PSE, Eusko Alkartasuna, Alternatiba, Aralar o Ezker Batua, endemés de sindicats: ELA, LAB, UGT i CCOO i representants d'alguns partits francesos majoritaris: Unió pel Moviment Popular, Parti Socialiste o Mouvement Démocrate.

## Propietat
Concebut com a residència d'estiu, nou anys després el Consistori va intentar comprar-ho per oferir-lo a la reina regent Maria Cristina per a la mateixa fi. En 1940 els hereus d'Emilio Alcalá Galiano venen el palau a l'Ajuntament de Sant Sebastià.